# Maximilian von Schade-Ahausen genannt von Rump
Maximilian Franz Engelbert Maria Walburgis Hubertus Freiherr von Schade-Ahausen genannt von Rump (* 10. Februar 1848; 13. Februar 1883 in Münster) war ein deutscher Rittergutsbesitzer und Abgeordneter.
Von Schade-Ahausen genannt von Rump war der Sohn von Franz Carl von Rump zu Crange und Dellwig und Antoinette (Antonia) von Schade, einer Nichte von Maximilian von Schade. Er erbte mütterlicherseits Schloss Ahausen und nannte sich ab 1873 durch Erlass von König Wilhelm I. Freiherr von Schade-Ahausen gen. von Rump. Er blieb der einzige Träger dieses Namens, da er unverheiratet starb. Väterlicherseits war er Erbe von Haus Dellwig. Da er vor seiner Mutter starb, fiel Schloss Ahausen an diese zurück.
Er war Leutnant der Landwehr und 1880 bis 1882 Abgeordneter im Provinziallandtag der Provinz Westfalen für den Wahlbezirk Mark.